# 弓町本郷教会

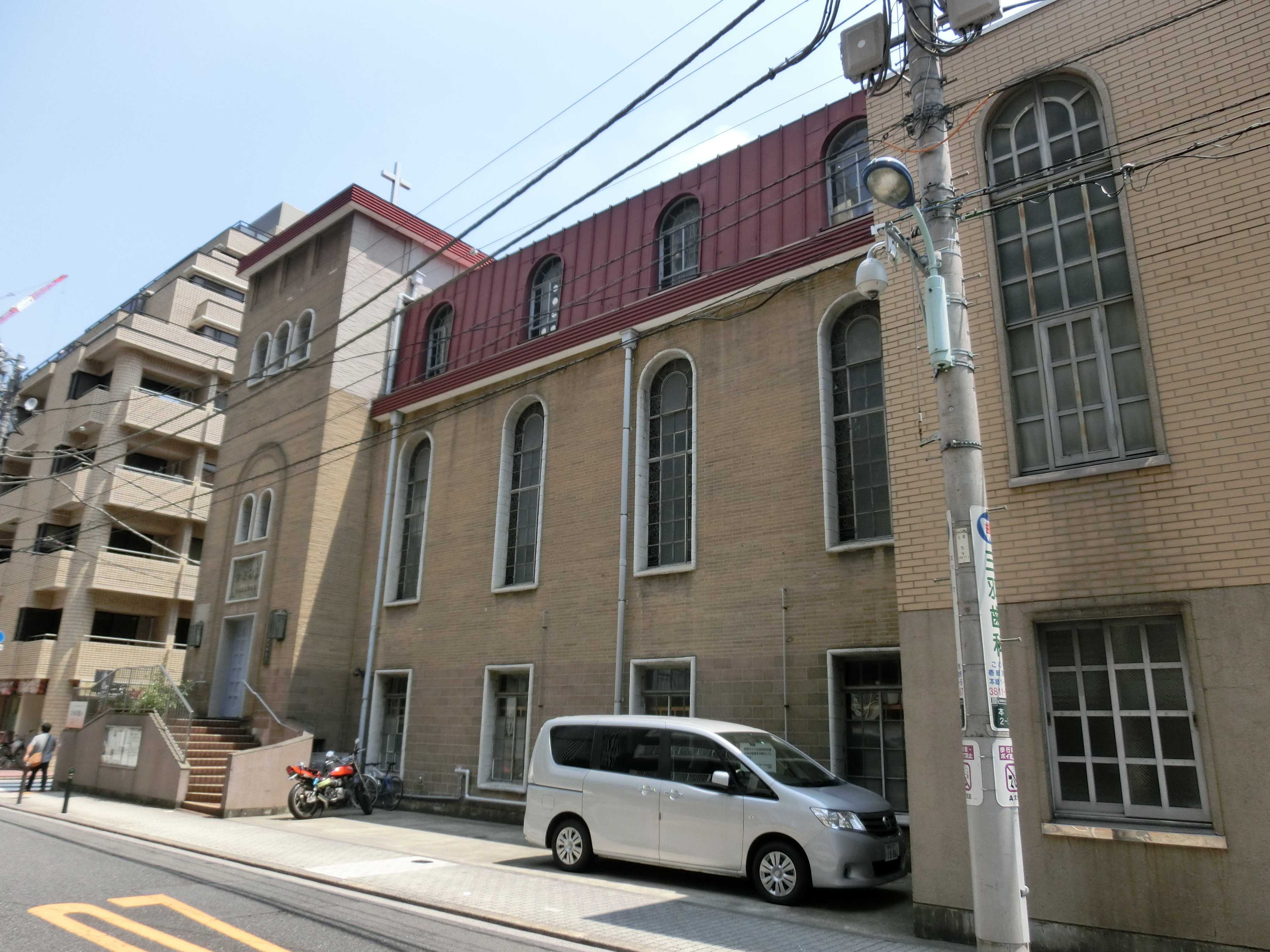
弓町本郷教会

弓町本郷教会（ゆみちょうほんごうきょうかい）は、東京都文京区本郷にある日本基督教団の教会である。

## 沿革

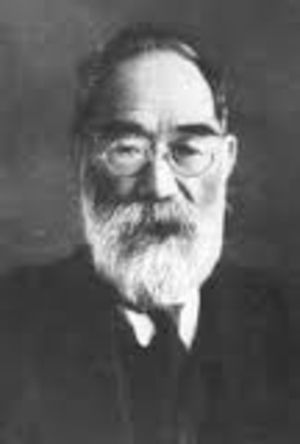
海老名弾正

1886年4月、日本基督伝道会社の第9年回で日本組合基督教会を組織することになった。それを機に、それまで伝道をしてこなかった東京で伝道をすることになり、伝道者8名を派遣した。安中教会の牧師であった海老名弾正も東京に行き加わった。
1886年10月10日、本郷湯島の神田明神坂上の大名屋敷で伝道を初め、西片町（現・日本基督教団駒込教会）、春木町、森川町などで集会を始めた。1887年海老名は熊本に帰り、義兄の横井時雄（横井小楠の長男）が牧師になる。
1891年に本郷東竹町に会堂を建設する。海老名弾正、横井時雄、押川方義らにより基督教同志会を結成して、伝道に取り組む。しかし、横井が同志社に移動する。横井が同志社に行ったことで、組合教会の反対する勢力が出て教会が混乱したので、一旦教会を解散した。
海老名弾正が教会を再建し、さらにライオンの小林富次郎が転会したことで、教勢は上昇した。小林は終生海老名を支えることになった。1898年4月、本郷大火により会堂を焼失する。
1900年に教会の機関誌『新人』が創刊されると三沢糾や吉野作造などのクリスチャンの東大生が編集に関わるようになり、本郷教会は「書生の教会」と呼ばれるようになった。
1901年4月、本郷壱岐坂に会堂を建設する。1903年に日本組合基督教会に加入する。1923年、関東大震災により再び会堂が焼失する。1927年12月、本郷弓町に中村鎮の設計により現在の会堂ができる。
1941年、日本基督教団の創立と共に、教団に加入する。その際、弓町本郷教会に改称する。
2021年1月14日に国の登録有形文化財に登録。

## 歴代牧師
- 横井時雄
- 海老名弾正
- 野口末彦
- 額賀鹿之助
- 田崎健作
- 大倉幾代
- 定家修身
- 菅原　力
- 大澤　宣
- 西岡裕芳

## 著名な会員
- 吉野作造（政治学者）
- 鈴木文治（社会運動家）
- 小山東助（ジャーナリスト、衆議院議員）
- 内ヶ崎作三郎（衆議院議員）
- 石川三四郎（社会運動家）
- 栗原玉葉（画家）
- 岡慶治（裁判官）[注釈 1]
- 妹尾秀実（日本女子大学教授）[3]
- 高橋嘉四郎（広島高等師範学校教授）
- 山内保（医学博士）
- 平野亮平（朝鮮総督府財務局長）
- 相原一郎介（文部省宗教局初代宗務官）
- 岡正路（会計監査院部長）
- 筧正太郎（東京市電気局長）
- 石川武美（主婦之友社社長）[4]